# Eudinostigma bienesae
Eudinostigma bienesae is een insect dat behoort tot de orde vliesvleugeligen (Hymenoptera) en de familie van de schildwespen (Braconidae). De wetenschappelijke naam van de soort werd voor het eerst geldig gepubliceerd door Fischer, Tormos & Pardo in 2006.
Het holotype werd in Zamora verzameld door Cristina Bienes, naar wie de soort is genoemd.
Deze soort is een hyperparasiet: de larven zijn parasieten van de pop van de sluipvlieg Phryxe caudata, die zelf parasiteert op de larven van de dennenprocessierups (Thaumetopoea pityocampa).
Net als de andere Eudinostigma-soorten is het een erg klein insect, ongeveer 1 mm lang.